# 百鬼夜行絵巻 (松井文庫)
『百鬼夜行絵巻』（ひゃっきやぎょう えまき）は、尾田淑太郎（尾田郷澄）によって天保3年（1832年）に描かれた江戸時代の妖怪絵巻。肥後国八代城主・松井家の旧蔵品で、現在は熊本県八代市の財団法人・松井文庫が所蔵している。『百鬼夜行図巻』とも。

## 概要
百鬼夜行とは、妖怪たちが集団で跳梁する様子のことであり、室町時代に描かれた『百鬼夜行絵巻』などはその通り妖怪の集団が行列をしている様子を描いたものだが、本項の『百鬼夜行絵巻』はそれとは異なり、妖怪を描いた個々の絵1点1点に名称を添えて紹介しており、図鑑またはカタログに近い様式をとって製作されている（ただし、2体に名称が添えられていない）。題は多数の妖怪が描かれていることを示して「百鬼夜行」と名付けられたと考えられている。
冒頭には行灯を取り囲んでいる人々の絵が描かれており、これは百物語を行っている人々の様子を描いたものであろうと見られている。
収録されている妖怪の数は58体で、同様の様式の妖怪絵巻である佐脇嵩之『百怪図巻』（1737年）の倍近くにのぼり、豊富に作例を見ることが出来る。収録されている妖怪には河童・ろくろ首・雪女などといった説話や民間伝承でその存在が知られているもの。ぬらりひょん・赤舌・黒坊などといった詳細は未確認ながら『百怪図巻』などの絵巻物に描かれているもの。後眼・胴面・いそがし・五体面など『百怪図巻』の系統に無いが他の妖怪絵巻にも類例が見られるもの。海座頭・牛鬼・手目坊主などのように鳥山石燕による『画図百鬼夜行』の模倣と見られるものなどがある。
収録された妖怪例の豊富さや、『百怪図巻』の系統に見られない妖怪を数多く含むことから、21世紀初期において、本作品は、図鑑様式の妖怪絵巻を研究するうえで重要な資料と評価されている。また、その後になってあたらしく確認された『ばけ物つくし帖』や『百物語化絵絵巻』などの存在によって、従来独自に描かれた妖怪と見られていた妖怪の多くが他の妖怪絵巻の類にも前後して描かれている事実も確認されている。

## 尾田淑太郎
『百鬼夜行絵巻』の巻頭と巻末には「尾田淑」と書かれた署名があり、これは尾田淑太郎の修名表記であることから尾田郷澄（おだ ごうちょう）の作であることがわかっている。郷澄は、江戸時代後期の肥後国八代郡の絵師。松井家の御用絵師・甲斐良郷（かい よしさと。1761-1829年）に学んだといい、肥後細川家の御用絵師の画系であった矢野派の流れを汲む。
制作についての経緯や内容についての由来などは伝来しておらず、古くから（制作当時から）保管されていたことのみが言い伝えられている。松井文庫には、これ以外にもう1本、尾田淑太郎による「百鬼夜行図」は存在するという。

## 妖怪の一覧
いずれも掲載されているのは名前と絵のみであり、解説文は一切ないため、どのような妖怪を描いたのかについては想像や推測の域を出ない。本作品に収録されている妖怪を掲載順に示すと次のとおりである。

本作品のうち、『百怪図巻』などの系列と考えられる妖怪絵巻で描かれる例がない、おもな妖怪についての画像を列挙する。「手目坊主」は絵巻物には見られない例ではあるが、鳥山石燕『画図百鬼夜行』に描かれている「手の目」が参照されていると考えられる。

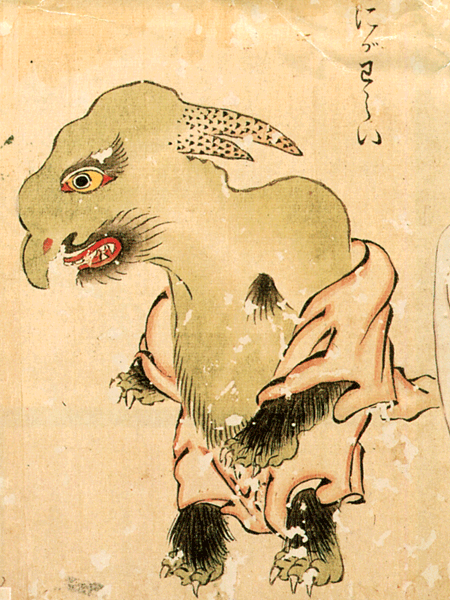
にがわらい
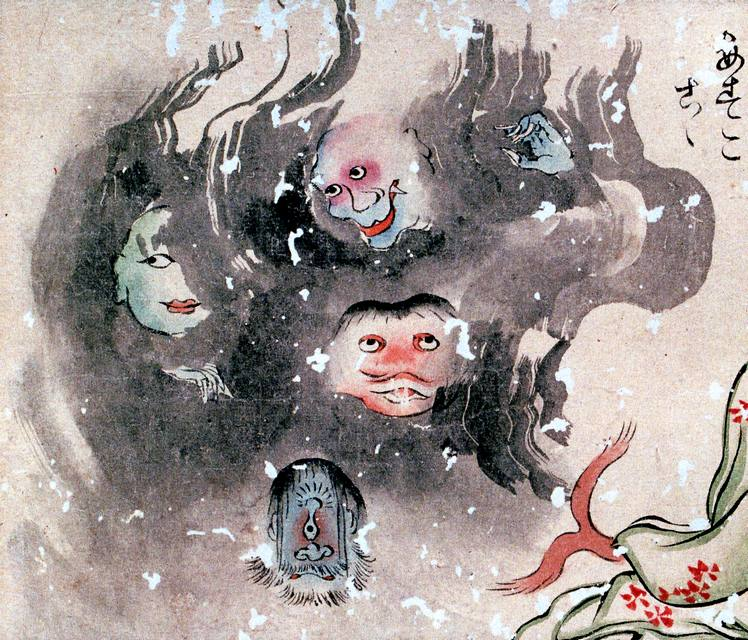
あすこここ
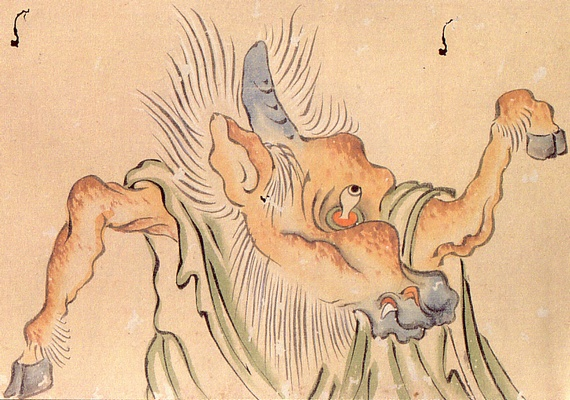
馬鹿
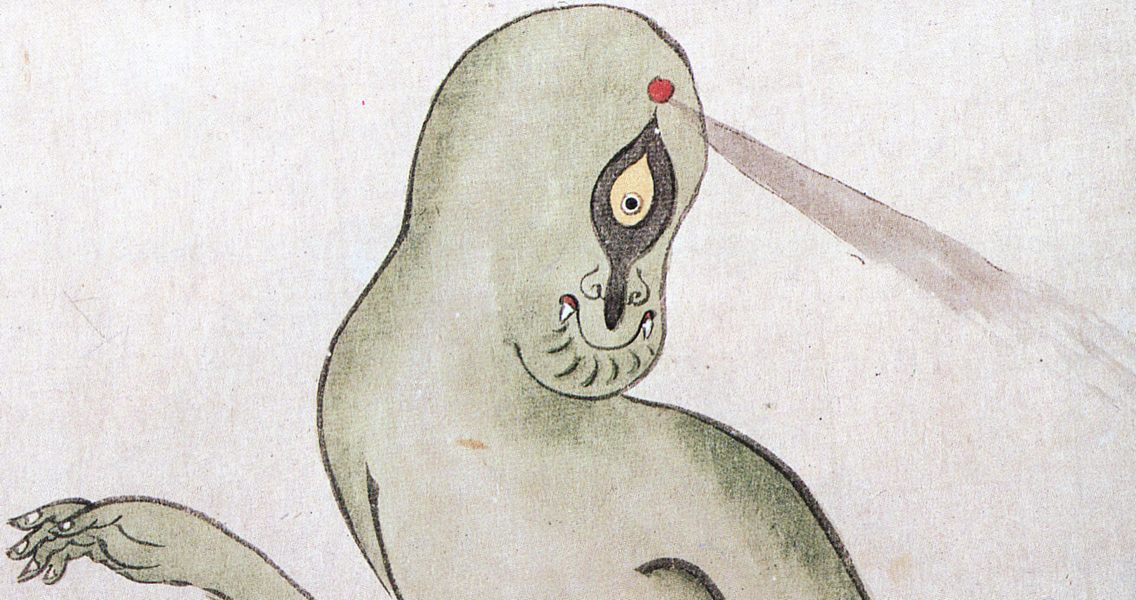
一目坊
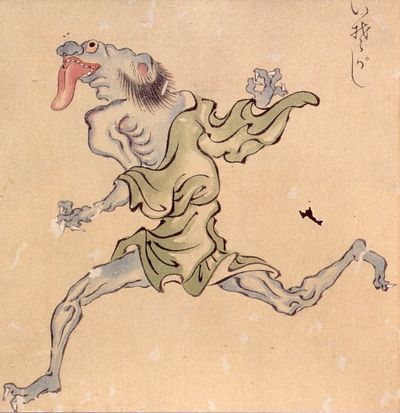
いそがし
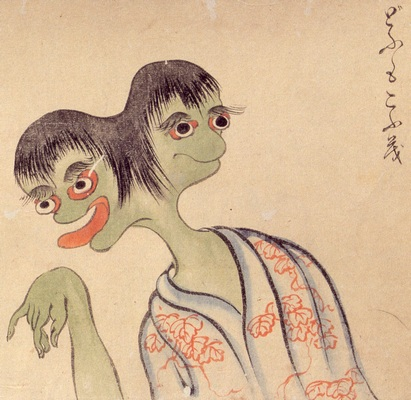
どうもこうも
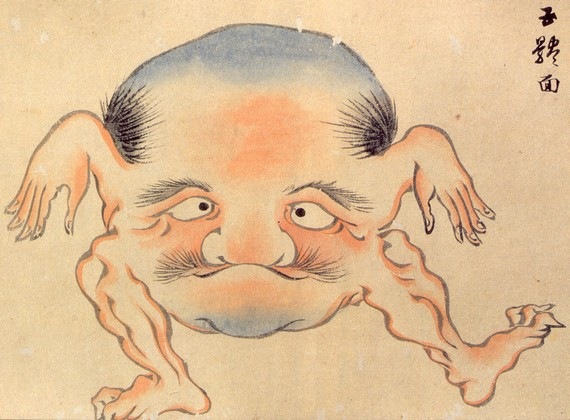
五体面
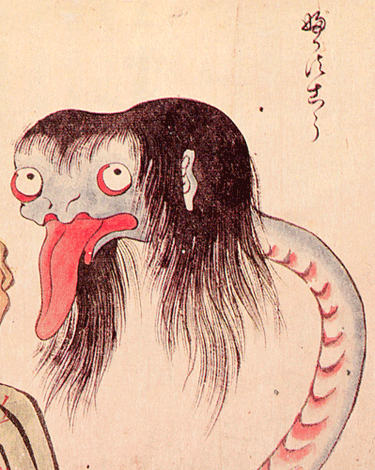
ぶかっこう
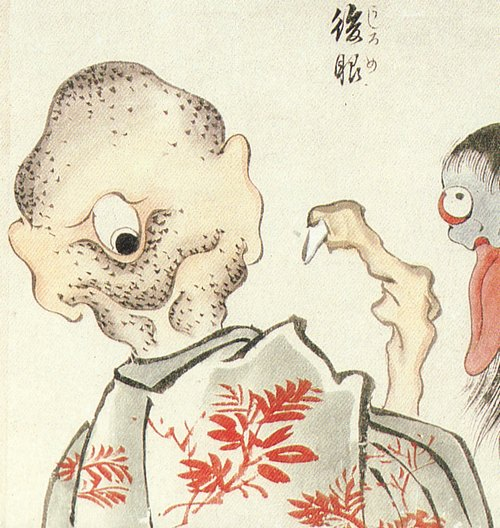
後眼
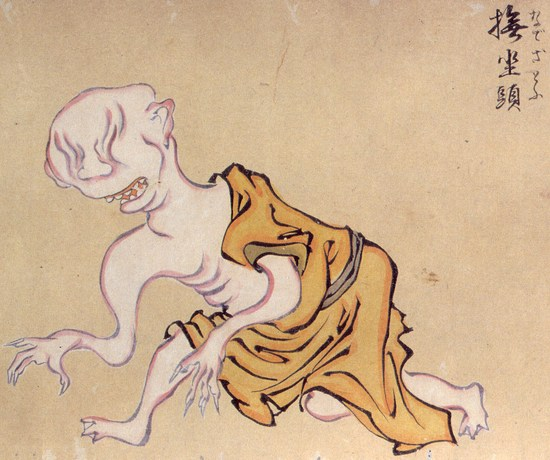
撫坐頭
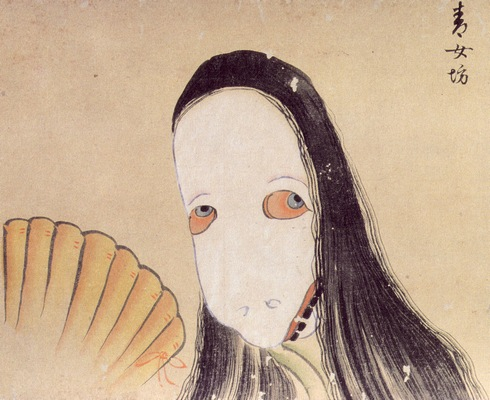
青女坊
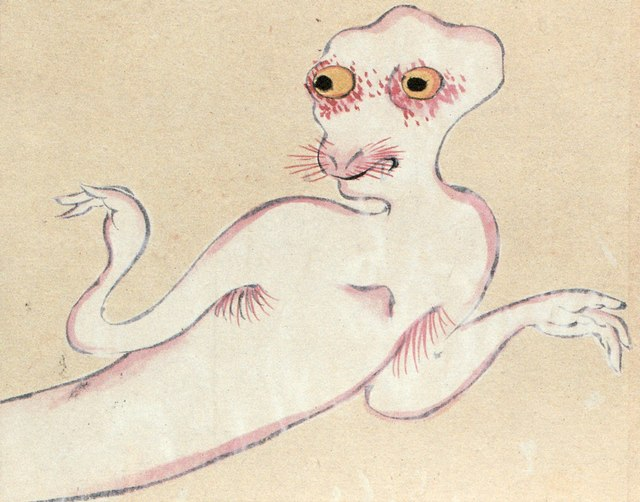
白うかり
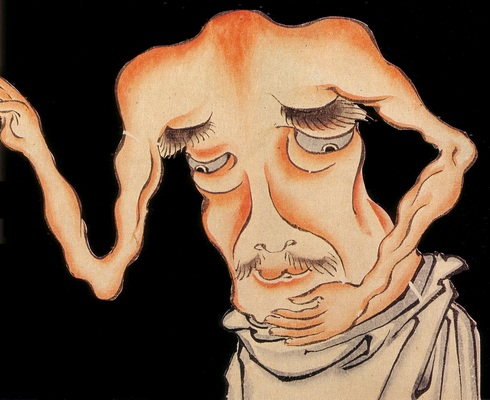
胴面
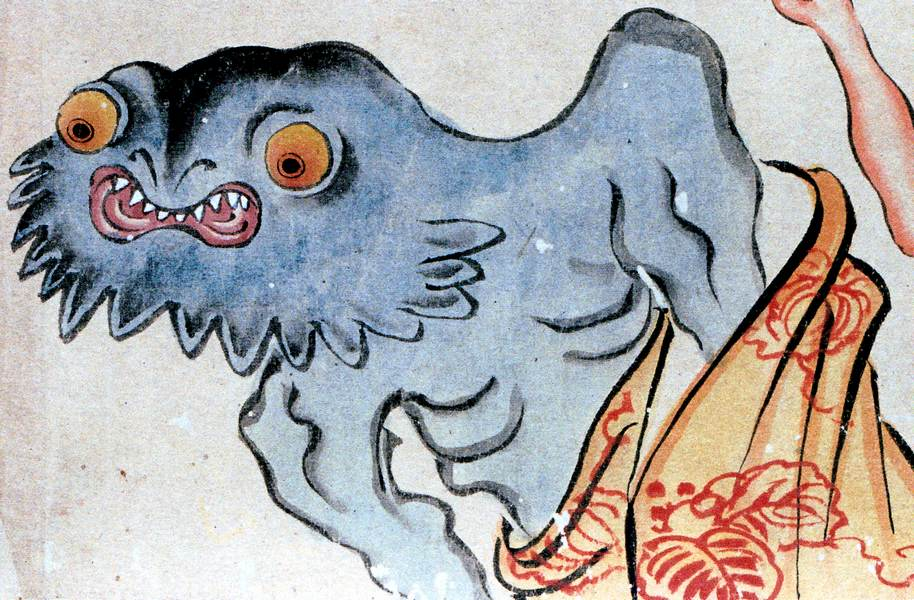
いが坊
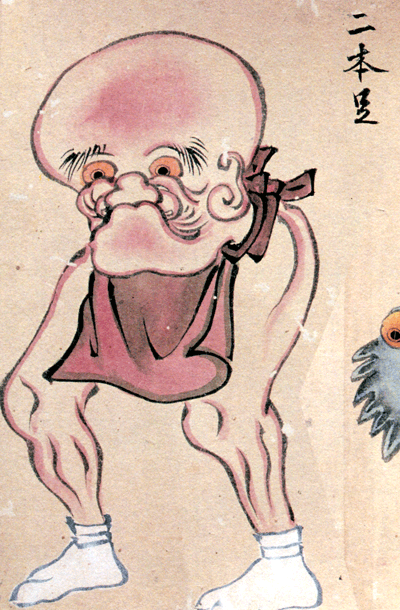
二本足
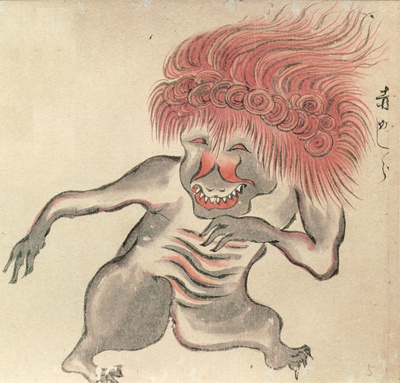
赤がしら
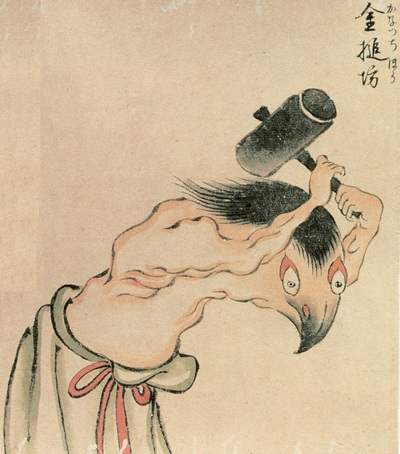
金槌坊
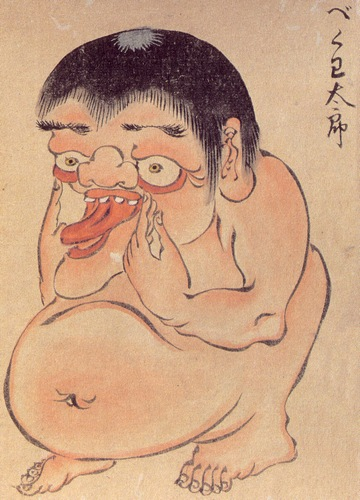
べか太郎
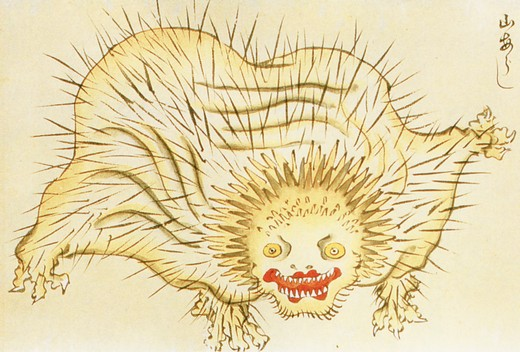
山あらし
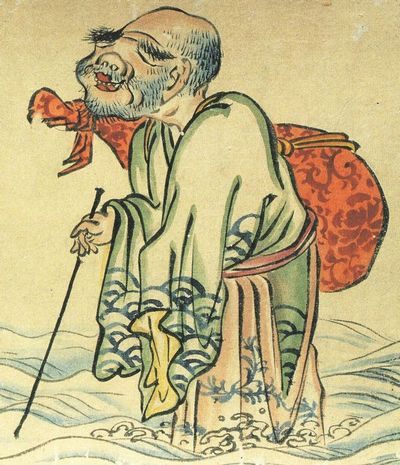
海坐頭
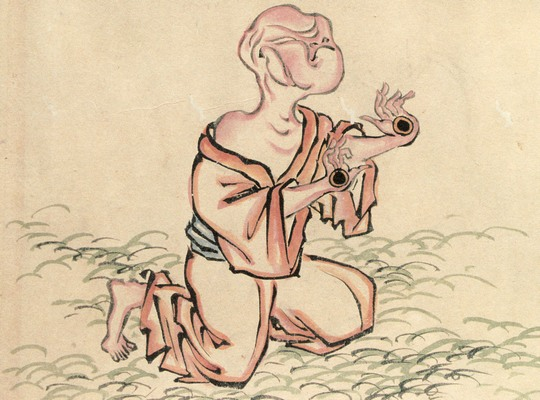
手目坊主

黒坊は、通常の妖怪絵巻では塗仏という名称で描かれる。このような例は他の図鑑様式の妖怪絵巻にも見られるが、描かれている絵はそれぞれほぼ同じ特徴を備えており、その理由は明確ではない。

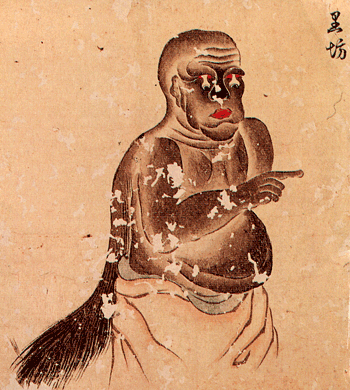
黒坊